# Rešetari
Rešetari est un village et une municipalité située en Slavonie dans le comitat de Brod-Posavina, en Croatie. Au recensement de 2001, la municipalité comptait 5 171 habitants, dont 98,14 % de Croates et le village seul comptait 2 672 habitants.

## Localités
La municipalité de Rešetari compte 7 localités :
- Adžamovci - 628
- Brđani - 298
- Bukovica - 180
- Drežnik - 535
- Gunjavci - 455
- Rešetari - 2 672
- Zapolje - 403